# 전략사무국
전략사무국(영어: Office of Strategic Services 이니셜 OSS)은 미국의 첩보 기관으로 제2차 세계 대전 기간 동안 형성되었다. 그것은 전시 첩보기관으로 중앙정보부(CIA)의 원형이었다.
영국의 영국 비밀정보부(SIS), 특수 작전 실행부(SOE)에 해당하는 OSS가 만들어지기 전에는 미국의 첩보는 국무부, 재무부, 해군과 국방부 등 집행 계열의 다양한 부서에 의해 수행되었다. 그들은 전반적인 지침, 좌표설정 또는 제어가 없었다. 미국군과 미국 해군은 독립된 해독 부서가 있었다. 또한 원래의 국무부 해독 부서가 1928년 폐쇄되기도 하였다.
루즈벨트 대통령은 첩보 부족에 관심을 지니고 영국 첩보부의 서반구 고참대표였던 캐나다 인 윌리엄 스테펜슨의 제안으로 첩보 서비스를 위한 윌리엄 J. 도노반 소장의 초안을 요청하였다. 도노반 장군은 1941년 정보 좌표설정인(코디)으로 임명되었다.
1945년 전쟁이 끝난지 한달 후에 미국의 33대 대통령 트루먼이 집행 명령에 서명함으로써 1945년 10월 1일 중앙 정보부가 유효하게 되었다. 그리하여 1945년 9월 20일 이후에 OSS의 기능은 국무부(DOS, Department of State)와 국방부(DOW)로 나뉘었다.
전략사무국의 인식표는 미국 특수 작전 사령부(두문자어 "SOCOM")에서 이어받아 고스란히 쓰고 있다.

## 기원

### 정보조정국(COI)
1939년 제2차 세계대전이 시작되었을 때 미국의 국무부, 육군, 해군 및 FBI는 방향이나 조정없이 무작위로 정보를 수집했다. 이 기관들은 제2차 세계대전동안 필요한 전략적이고 경제적인 정보를 수집하도록 설계되지 않았다. 미 육군 과 미해군은 신호정보서비스(SIS)와 OP-20-G가 있었고 국무부는 암호해독작업이 MI-8 에 의해 운영되었다가 허버트 야 들리가 국무장관에 의해 1929년에 종료되었다. 헨리 스팀슨은 "신사들이 서로의 편지를 읽지 않기 때문에 외교부에게 부적당한 기능으로 간주하였다. FBI는 국내안보 및 방첩활동을 책임졌다.
루즈벨트 대통령은 이 기관들이 제공한 단편적인 정보에 좌절했다. 이 문제를 해결하기 위해 그는 1941년 7월 11일, 정보 기관 COI(Office of the Coordinator of Information)을 만들어 정부 기관이 수집 한 정보의 수집, 조직 및 공급을 간소화했다. COI는 또한 비정규전을 위해 만들어졌다.
루즈벨트는 제1차 세계대전 영웅 윌리엄 와일 빌 도노반 장군을 임명하여 1,000만 달러의 예산과 600명의 직원으로 조직을 이끌게 하였다. 루즈벨트는 서반구의 영국 정보담당 선임 윌리엄 스티븐슨(William Stephenson)의 제안에 따라 윌리엄 J. 도노반(William J. Donovan)은 영국 비밀 정보국(MI6)과 특별 작전 집행부(SOE)에 기반한 정보 서비스 계획을 작성 해달라고 요청했다.
도노반 대령은 1941년 7월 11일 "정보조정국 (Coordinator of Information, COI)"라는 새로운 조직을 이끌면서 "전략 정보 서비스 설립 각서"를 제출 한 후 "정보 코디네이터"로 임명되었다. 그 후 영국의 도움으로 조직이 개발되었다. 도노반은 책임이 있었지만 실제 권력은 없었으며 적대적이지 않으면 기존의 미국 기관은 회의적이었다.
COI의 첫 번째 작전은 전쟁으로 파괴된 유럽을 탈출한 뉴욕시의 난민들을 보고하는 것이었다. 또한 COI는 해외에서 정보를 수집하고 런던의 영국인들과 긴밀히 협력하고 정보 기관에서 정보, 교육 및 경험을 얻었다. 전쟁이 진행됨에 따라 도노반은 군지원을 받기 위해 합동참모본부 JCS(Joint Chiefs of Joint Chiefs) 아래에서 새 조직을 옮겨야한다는 것을 깨달았다. 루즈벨트 대통령은 동의했지만 도노반은 COI의 일부를 군 지휘권에 두지 않기를 원했다.
루즈벨트는 COI 직원의 절반과 함께 흰색 선전부서를 전쟁 정보국으로 옮겼다. 전환 후 COI에서 남은 것은 1942년 6월 13일에 전략사무국(OSS)이 되었다. 이름 변경은 정보 수집 및 비밀 조작에서 '전략'의 중요성을 반영한 타이틀에 대한 도노반의 소망을 충족 시켰다.

### 전략사무국
1942년 6월 13일 설립된 OSS는 정보를 수집하고 합동참모본부 JCS에 의해 요청된 전략적 정보를 분석하고 틀에 얽매이지 않는 및 준군사적 행동을 수행하는 임무를 가지고 있었다. 이를 위해 도노반은 OSS 직원을 북아프리카, 유럽, 중국, 버마 및 인도로 보냈다. 그러나 OSS는 모든 외국 정보 활동에 대한 완전한 작전관할권을 받지 못했다.
국무부와 국방부는 대부분의 OSS와 몇몇 다른 기관들이 전쟁의 가장 중요한 정보를 획득하고 해독하는 것을 차단하는 대통령령을 정했다.
맥아더 장군과 니미츠 제독은 OSS가 일본 제국에 대한 미국의 주요 군사작전에 기여하는 것을 막았으며 FBI, G-2, 해군 정보국이 함께 모여 국내 방첩업무에 대해 독점했다. 그럼에도 불구하고 OSS는 궁극적으로 해외의 유능한 방첩 장치를 개발했으며 군사, 외교 및 비공식적 정보요원들을 활용하여 전세계에 비밀공작 능력을 구축하기 시작했다.
OSS는 최대 13,000명을 고용했으며 그 중 35%가 여성이었다. 3분의 2는 미 육군과 공군으로 구성되어 있었다. 나머지는 해군, 해병대, 해안 경비대 출신과 민간인들도 구성되어 있었다. 약 7,500명의 OSS 직원, 남성과 여성이 해외에서 근무했다.
진주만 공습 이후 몇 달이 지나기 전에 OSS 요원들의 대부분은 영국에서 나왔다. 영국안전처 BSC( British Security Co-ordination)는 BSC 강사의 지도를 받아 미국에 훈련소가 설립될 때까지 캐나다에서 최초의 OSS 요원을 훈련시켰으며, SOE의 배치 및 관리 방법에 대한 정보를 제공했다. 영국은 즉시 유럽, 아프리카 및 극동 지역에 단파방송 기능을 제공하고 미국 생산이 완료될때까지 요원들을 위한 장비를 제공했다.
OSS는 합동참모 총장이 요구하는 전략 정보를 수집 및 분석 하고 다른 기관에 배정되지 않은 특별 작전을 수행했다. 전쟁 중 OSS는 정책 입안자들에게 사실과 추정치를 제공했지만 OSS는 모든 외국 정보 활동에 대한 관할권이 없었다. FBI은 라틴 아메리카에서 정보 업무에 대한 책임을 방치하고 육군과 해군은 첩보개발 및 자신들의 정보출처에 계속 의존했다.
평시에 정보국의 필요성에 대한 도노반의 주장에도 불구하고 전쟁 후에도 OSS가 계속 유지할거라는 기대는 없었다. 트루먼 대통령은 취임했고 1945년 8월 말 OSS를 해체하라고 명령했다. 도노반은 이를 받아들여 연구분석국은 국무부로 이전했다. 도노반 차관은 전략부서(SSU)라는 전쟁부 소속 정보통신지국과 비밀정보국을 보존하도록 요청했다. 1945년 10월 1일, OSS는 해체되었다.

## 활동
OSS는 전 세계에 있는 독일의 전쟁수행능력, 장점과 약점에 대한 주요내용을 제공하는 데 특히 유용했다. 1942년 프랑스 북아프리카에서 횃불 작전을 지원하는데 성공하여 동맹국의 잠재적 지원세력과 상륙지역을 확인하였다. 중립국, 특히 스웨덴 스톡홀름의 OSS 첩보망 운영은 독일의 첨단기술에 대한 심층적인 정보를 제공했다.
1944년 D-DAY를 지원하기 위해 스페인 마드리드와 프랑스에 첩보망을 설립했다. 가장 유명한 것은 Allen Dulles가 운영하는 스위스의 작전이었다. 독일의 군사력, 방공, 잠수함 생산 및 V-1 및 V-2 무기에 대한 광범위한 정보를 제공했다. 그것은 생화학전에 대한 독일의 비밀스러운 계획 중 일부를 드러냈다.
OSS 스위스의 기지는 또한 프랑스와 이탈리아에서 레지스탕스를 지원했으며 1945년 이탈리아에서 독일군의 항복을 도왔다. WW2 동안 OSS는 감시, 사보타주, 선전, 유럽의 나치 저항단체 조직 및 조정, 군사훈련 제공을 통해 정보수집을 포함한 여러가지 활동과 임무를 수행하고 있었다. 무엇보다도 아시아의 반일 게릴라 운동까지 담당하였다.
2차 세계대전 당시 영향력이 가장 높은 곳에 OSS는 거의 24,000 명을 동원했다. 1943년부터 1945년까지 OSS는 중국과 버마에서 중국 국민당 부대를 훈련시키는데 중요한 역할을 했으며 버마의 일본 군대와 싸우는 연합군을 위한 안내뿐만 아니라 카친 부족과 다른 원주민들로 구성된 비정규전 부대를 동원했다.
또 다른 활동으로 추축국에 점령된 중국의 마오쩌둥의 붉은 군대와 프랑스령 인도차이나 반도의 베트민 호치민을 OSS는 군대훈련, 무기공급, 자금제공 등 게릴라 분야에서 도왔다. OSS 책임자 아르키메데스 패티는 프랑스령 인도차이나 반도에서 OSS 운영의 중심역할을 했으며 1945년 호치민과 자주 만났다.
제2차 세계대전 중 OSS의 가장 큰 성과 중 하나는 OSS 요원들이 나치 독일에 침투 한 것이었다. OSS는 독일 내에서 임무를 수행하기 위해 독일과 오스트리아 요원들을 훈련시키는 일을 담당했다. 이들 중 일부는 추방된 공산주의자와 사회당 당원, 노동 운동가, 나치 전쟁포로, 독일과 유대인 난민을 포함했다.
OSS는 또한 전쟁에서 가장 중요한 스파이 중 하나인 독일 외교관 프리츠 콜베(Fritz Kolbe)를 모집하고 운영했다. 1943년, OSS는 이스탄불에서 첩보활동을 시작했다. 터키는 제2차 세계대전동안 중립국으로서 추축국과 연합국들의 스파이 네트워크를 가지고 있는 곳이었다. 중앙아시아와 유럽을 연결하는 철도와 터키가 발칸 주에 인접한 철도는 정보 수집의 교차로에 배치했다.
Project Net-1이라는 OSS 이스탄불 작전의 목표는 구 오토만과 오스트리아-헝가리 제국의 파괴적인 행동에 침투하고 이를 소멸시키는 것이었다. OSS 이스탄불의 운영 책임자는 시카고 출신의 래닝 패키 맥팔랜드라는 은행가로 미국 랜드리스 프로그램의 은행가로 첩보망을 유지했다. 맥팔랜드는 체코 슬로바키아 엔지니어이자 사업가인 알프레드 슈바르츠를 고용하여 "Dogwood"로 알려지고 Dogwood 정보 체인을 설립하게 되었다. Dogwood는 발터아른츠라는 개인 비서를 고용하고 이스탄불 서부 전기회사의 직원으로 자신을 설립했다. 슈바르츠와 아른츠를 통해 OSS는 오스트리아, 헝가리 및 독일의 반 파시스트세력에 침투할 수 있었다.
Schwartz는 루마니아, 불가리아, 헝가리 및 스위스 외교관들에게 미국관련 정보를 거래하여 나치와 그 협력자들에게 적대적인 요소들과 접촉하도록 설득할 수 있었다. 운송 업체와 대리인이 정보를 기억하고 분석 보고서를 작성했다. 그들이 효과적으로 암기할 수 없을 때, 그들은 마이크로 필름에 관련 정보를 기록하고 그것을 신발이나 빈 연필에 숨겼다.
이 과정을 통해 나치 정권에 대한 정보는 맥팔랜드와 이스탄불의 OSS, 그리고 결국 워싱턴으로 향했다. OSS "Dogwood-chain"은 많은 정보를 생성했지만 영국 정보국은 이것에 대한 신뢰성에 의문이 점점 커지고 있었다. 1944년 5월 OSS, 영국 정보국, 카이로, 워싱턴 간의 협력을 통해 Dogwood-chain은 신뢰할 수 없고 위험한 것으로 밝혀졌다. OSS에 가짜 정보를 심는 것은 연합국의 지원을 잘못 인도하기위한 것이었다. 점령 지역에서 가장 큰 미국 정보수집 도구인 슈바르츠의 Dogwood-chain은 곧 폐쇄되었다.
OSS는 1944년 후반 에미 그레 핀란드군 장교로부터 소련 암호코드와 암호자료 또는 핀란드 정보를 구입했다. 에드워드 스테 티니우스(Edward Stettinius) 국무장관은 이것이 루즈벨트 대통령이 소련에 간섭하지 않기로한 협정을 위반했다고 항의했다. 도노반 장군은 1월에 소련 암호 트래픽을 반환하기 전에 암호 트래픽을 복사했을 수도 있지만 알링턴 홀에서 암호 트래픽을 수령한 기록은 없으며 CIA와 NSA 기록 보관소에는 사본이 남아 있지 않다. 이 코드북은 실제로 Venona 암호 해독 노력의 일환으로 사용되어 북미에서 대규모 소련 스파이를 발견하는데 도움이되었다.

## 한국과의 관계
태평양 전쟁이 터지자 임시정부 구미위원회는 미 육군성과의 교섭을 통해 한국 청년 100여명을 OSS에 입대케 하고자 하였다.
1942년 9월 30일, 이승만은 미 육군전략사무처(OSS)의 로센바움(Rosenbaum) 중위 및 국무부 차관보실의 로스토우(E. V. Rostow)와 중국내 한인 항일 게릴라 조직 문제를 협의하였고 1942년 10월 10일, 육군전략처 처장인 육군 소장 빌 도노번 장군이나 실무자 프레스톤 굿펠로우 대령은 한미 협동계획을 추진하기 위해 구미위원부를 정당한 단체로 승인할 수 있다며 다음과 같은 공동계획을 제시하였는데, 외국인이라는 의심을 받지 않고 일본과 한국을 자유자재로 통행할 수 있는 한국어·일본어에 능통한 약 100명의 한국 청년들을 동원하여 훈련시킨 후, 일본과 한국 등지에 낙하산으로 침투케 하여 게릴라 작전을 펴는 한편, 국내 지하운동가와 연락을 취하게 한다는 내용이었다.
그러나 미국내에 거주하는 2세, 3세 청년 중에 이러한 어학 실력을 갖춘 사람을 구하기는 어려운 형편이었다. 그래서 구미위원부는 적격자를 찾기 위해 비밀리에 미국의 동부·서부·하와이·멕시코·쿠바 등지로 요원을 급파하였다. 다행히 약 100명의 적격 청년들이 선발되어 워싱턴에 집합하였고 이들에게 간략한 예비 훈련을 시킨 다음 미 육군전략처로 인계하였다.
1942년 12월 7일, 이승만은 이와 관련하여 전쟁발발 1주년을 맞아 루스벨트 대통령에게 다음과 같은 공한을 보냈다.
| “ | 올해 12월 7일을 기하여 미 국방성의 대일항쟁 계획의 일부로 한국 청년을 훈련시키기로 하였습니다. 소수의 병력이기는 하지만 한국의 인적 자원을 이용하여 일본을 적멸시키는데 도움을 주자는 것입니다. | ” |

육군전략처는 이들에 대하여 어학실력 심사, 사상 검토, 신체 검사 등을 엄격하게 실시한 후, 산중(山中)으로 인솔해 가 게릴라 전법을 훈련시켰다. 훈련을 마친 이들은 중국에서 동일한 훈련을 받은 교포 청년들과 합류하여 작전개시 명령을 기다렸다. 그러나 일본의 패색이 뚜렸해지자 당초 계획했던 북중국(北中國)에서 한국에 침투시킬 작전이 와해되고 태평양 도서(島嶼) 방위작전에 투입되고 말았다.
결국 한국 출신 OSS 대원들은 한국에 투입되는 작전에 참여할 기회는 놓치고 말았으나 후일에 종전이 되자 미군정에 배치되어 여러가지 임무 수행에 나섰다. 이 때 한국 출신 OSS 대원 중에는 장기영 전 체신부 장관, 이순용 전 내무부 장관, 김길준 하지 중장 보좌관 등이 포함되어 있었다.

## 같이 보기
- 미국 중앙정보국(CIA)
- 미국 국가안보국(NSA)
- 파이브 아이즈
- 에셜론(EHCELON)
- 장준하
- 모 버그
- 카지 와타루
- 기시 노부스케
- 이후락
- 에드워드 스노든